# ナイト・エージェント
『ナイト・エージェント』(The Night Agent)は、アメリカ合衆国のアクションスリラー・テレビドラマシリーズである。2023年3月23日にNetflixで配信開始された。2025年1月23日、シーズン2が配信開始。
2024年10月にシーズン3の製作が決定した。

## キャスト
※括弧内は日本語吹替。
ピーター・サザーランド (Peter Sutherland )
演 - ガブリエル・バッソ（中川慶一）
ホワイトハウスで電話番を務めるFBIエージェント。
FBI捜査官だった父親が情報漏洩による国家反逆罪で起訴され、裁判開始前に事故死したことがトラウマになっている。
シーズン2では、ナイト・エージェントとして海外任務に派遣された。
ローズ・ラーキン (Rose Larkin)
演 - ルシアン・ブキャナン（寿美菜子）
サイバーセキュリティの専門家。自ら事業したセキュリティ会社のスタートアップで失敗し、解任された。キャンベル夫妻の姪。
シーズン2では、カリフォルニアのIT企業でチーフプログラマーとして働き始めた。

### シーズン1
マディ・レッドフィールド (Maddie Redfield)
演 - サラ・デジャルダン（城内由茄子）
副大統領の娘。ジョージタウン大学で美術と政治学を学ぶ大学生。
チェルシー・アリントン (Chelsea Arrington)
演 - フォーラ・エヴァンス＝アキンボラ（桃江トウコ）
シークレット・サービスのエージェント。マディのボディガード。
エリック・モンクス (Erik Monks)
演 - D・B・ウッドサイド（さかき孝輔）
シークレット・サービスのエージェント。前大統領を銃撃テロから救い被弾、鎮痛剤依存に陥るが回復。チェルシーのチームに新たに配属される。
ミッシェル・トラヴァース (President Michelle Travers)
演 - カリ・マチェット（藤本喜久子）
アメリカ合衆国の女性大統領。
アシュリー・レッドフィールド (Vice President Redfield)
演 - クリストファー・シャイアー (Christopher Shyer)（板取政明）
アメリカ合衆国副大統領。マディの父親。
ダイアン・ファー (Diane Farr)
演 - ホン・チャウ（おまたかな）
大統領首席補佐官。学生時代から大統領を支え続けた古い友人。
ウィレット　(FBI Director Willett)
演 - ヒロ・カナガワ
FBI長官。
ジェイミー・ホーキンズ (Hawkins)
演 - ロバート・パトリック（金尾哲夫）
FBI副長官。
ベン・アルモラ (Ben Almora)
演 - エンリケ・ムルシアーノ (Enrique Murciano)（玉井勇輝）
シークレット・サービス長官。
ネイサン・ブリッグス (Nathan Briggs)
演 - トビー・レヴィンス (Toby Levins)（須藤翔）
シークレット・サービスのエージェント。副大統領のボディガード。
ゴードン・ウィック (Gordon Wick)
演 - ベン・コットン (Ben Cotton)（マルヤマタケシ）
軍事会社ターンレイク社のCEO。暗殺者エレンとデールの雇い主。
デール (Dale)
演 - フェニックス・ライ（佐久間元輝）
二人組の暗殺者。男性。
エレン (Ellen)
演 - イヴ・ハーロウ（森なな子）
二人組の暗殺者。女性。
コリン・ワーリー　(Colin Worley) / マテオ・ワーリー (Matteo Worley)
演 - アンドレ・アンソニー (Andre Anthony)（谷内健）
地下鉄爆破テロの犯人。
オマー・ザダー (Omar Zadar)
演 - アダム・ツェフマン (Adam Tsekhman)（斎藤寛仁）
バルカン半島の人民独立戦線の指導者。
パウロ・ボネト (Paulo Bonetto)
演 - グレイストン・ホルト (Greyston Holt)（前堂友昭）
ジョージタウン大学の美術教授。環境団体「New Leaf」の支部長。
ヘンリー＆エマ・キャンベル（Henry Campbell / Emma Campbell）
演 - ウィリアム・マクドナルド / シモーヌ・ケッセル（菊池康弘 / 小林さとみ）
ローズの伯父と伯母。企業買収が表向きの仕事だが、対諜報活動を任務とするナイト・エージェント（諜報員）。
ジム・ウィルソン (Jim Wilson)
演 - ティム・ケレハー (Tim Kelleher)（菊池康弘）
新聞記者。かつてピーターの父が情報漏洩による国家反逆罪に問われた際、それを報道した。ピーターの名付け親。

### シーズン2
キャサリン・ウィーバー (Catherine Weaver)
演 - アマンダ・ウォーレン (Amanda Warren)（中村綾）
ナイト・アクションのベテラン監督官。ピーターの上司。
アリス・リーズ (Alice Leeds)
演 - ブリタニー・スノウ (Brittany Snow)（濱口綾乃）
ナイト・エージェント。ピーターの相棒だったがバンコクで殉職。
サミ・サイディ (Sami Saidi)
演 -  マーワン・ケンザリ (Marwan Kenzari)（菊池通武）
ナイト・エージェント。元デルタフォース。イランに潜入し、ノールの家族の亡命を手引きする。
ノール・タヘリ (Noor Taheri)
演 - マリアンヌ・マンディ (Arienne Mandi)（杉山里穂）
イラン大使館の職員。
アジタ・タヘリ (Azita Taheri)
演 - マージャン・ネシャット (Marjan Neshat)（渡辺ゆかり）
ノールの母。イランのイスファハン在住。
ファルハード・タヘリ (Farhad Taheri)
演 - Kiarash Amani
ノールの弟。母親と同居。
アッバス・マンスリ(Abbas Mansuri)
演 - ナヴィド・ネガーバン (Navid Negahban)（谷内健）
イラン国連大使。
ジャヴァート・ラーマニ (Javad Rahmani)
演 - キーオン・アレクサンダー (Keon Alexander)（西村健志）
イラン国連大使館の警備主任。
ハーレ (Haleh)
演 -  Anousha
イラン大使館の職員。ノールの同僚。夫はビジャン。
ジェイコブ・モンロー (Jacob Monroe)
演 - ルイス・ハーサム (Louis Herthum)（橋本しんめい）
機密情報を売買するブローカー。インテリジェンス・ブローカーのコードネームで呼ばれる。
ソロモン・ヴェガ (Solomon Vega) / アーサー
演 - ベルト・コロン (Berto Colon)（玉井勇輝）
ジェイコブ・モンローの部下。元海兵隊員。アリスを殺した男。
セレステ・ヴェガ (Celeste Vega)
演 - Danielle Perez
ソロモン・ヴェガの姉。轢き逃げで両足を失い、車いす生活を送っている。
ミッシェル・トラヴァーズ（シーズン1と同じ）
演 - カリ・マチェット（藤本喜久子）
アメリカ合衆国大統領。
リチャード・ヘイガン州知事 (Governor Richard Hagan)
演 - ウォード・ホートン (Ward Horton)（菊池康弘）
次期アメリカ大統領候補。
パトリック・ノックス (Patrick Knox)
演 - ジェフリー・オーウェンズ (Geoffrey Owens)
次期アメリカ大統領候補。元CIA長官。
バイロン・ゲドニー (Byron Gedney)
演 - ドリュー・ムーア (Drew Moore)
CIA長官。
エイデン・モーズリー (Aiden Mosley)
演 - アルバート・ジョーンズ (Albert Jones)（マルヤマタケシ）
FBI副長官。ジェイミー・ホーキンズ（シーズン1で死亡）の後任。
エミル・ギガー (Emil Giger)
演 - ジョン・ハンス・テスター (John Hans Tester)
スイス内務省の元副大臣。ナイト・アクションの協力者。
ジャグリーヌ・ロラン (Jacqueline Laurent)
演 - バルバラ・スコヴァ (Barbara Sukowa)
フランスの外交官。フランス対外治安維持局(DGSE)の潜入捜査官。
ウォレン・ストッカー (Warren Stocker)
演 - テディ・シアーズ (Teddy Sears)
ピーターがバンコクで追跡していた男。バンコクのCIA支局から情報を漏洩させた。息子はイーサン。元妻はパトリシア
ウィルフレッド・コール博士 (Dr. Wilfred Cole)
演 - ジェイ・カーンズ (Jay Karnes)（山野井仁）
「フォックスグローブ」計画に関わったコロンビア大学の化学教授。妻はグロリア、娘はジェシー。
ヴィクトル・バラ (Viktor Bala)
演 - ディクラン・テュレイン (Dikran Tulaine)（玉野井直樹）
かつて自国で化学兵器使用の戦争犯罪を犯し、ハーグで収監されている独裁者。トーマスの父。
トーマス・バラ (Tomás Bala)
演 - ロブ・ヒープス (Rob Heaps)
実業家。ヴィクトルの息子。
マーカス・ダーガン (Markus Dargan)
演 - マイケル・マラーキー (Michael Malarkey)（田島章寛）
トーマスの従弟。バラの姓に強いこだわりがある。
スローン・キルロイ (Sloane Killory)
演 - イリース・キブラー (Elise Kibler)（城内由茄子）
トーマス・バラの恋人。

## あらすじ

### シーズン1
FBIエージェントのピーター・サザーランドは、たまたま乗車したワシントンの地下鉄で爆弾テロを防ぐ。犯人を追いかけ格闘するも取り逃がしてしまう。父親の汚名もあり出世コースからはずれ気味だったピーターは、大統領主席補佐官のダイアン・ファーから、ホワイトハウス地下にある専用部屋で、エージェントからの緊急連絡を受ける電話係の業務を与えられる。ピーターはダイアンを深く信頼する。
1年後。コンピューターセキュリティ事業のスタートアップで失敗したばかりのローズ・ラーキンは、叔父叔母であるキャンベル夫妻の家に泊まる。その夜、暗殺者デールとエレンに家が襲撃される。
キャンベル夫婦はローズにある電話番号を教え、ホワイトハウスに裏切者がいると言い残してローズを逃がし、殺される。ローズがその番号に電話するとピーターが応答し、的確な指示でローズを救う。ダイアンは、FBI副長官ホーキンスの反対を押し切り、ローズを守るようピーターに命じる。その後ホーキンスは何者かに殺害される。
一方、副大統領アシュリー・レッドフィールドの娘マディ・レッドフィールドを警護するシークレット・サービスのチェルシー・アリントンの下にパートナーとしてエリック・モンクスが配置される。エリックは前大統領を銃撃から守って被弾し、英雄と賞されるが、傷の痛みからオキシコドンの依存症になり、長いリハビリから復帰したばかりであった。マディは大学の美術教師パウロに魅かれ、警備をまいて彼の家で密会する。しかしパウロの家で待ち構えていたマテオがパウロを射殺し、マディを誘拐する。
デールとエレンは、ローズの居場所を探り出して彼女を襲撃するが、ピーターが彼女を守り、二人は逃走を続ける。ピーターとローズは、キャンベル夫妻が隠していたハードディスクを見つけ、二人が国家のために秘密諜報活動を行う「ナイト・エージェント」であったことを知る。
ピーターとローズは、キャンベル夫妻の友人ローナに会う。彼女はナイト・エージェントの協力者で建築関係の情報収集を任務としていた。ローナは、ピーターが地下鉄爆破テロを防いだことで、何者かが暗殺を免れたのではないかと推測する。その後、デールとエレンがレッドフィールドの指示をうけ、ローナを捕らえて拷問し、殺害する。
ハードディスク中の監視カメラ映像でチェルシーを見つけたピーターは、地下鉄爆破テロの本来の対象は、列車の進行方向の場所で彼女が警護していた人物ではないかと考える。またピーターは、ホーキンスが地下鉄爆破の黒幕は政府と契約し、副大統領に繋がる軍事会社ターンレイク社ではないかと疑っていたことを知る。
ピーターはダイアンが陰謀の一味であることを悟り、ホワイトハウスから逃走する。ダイアンは、ターンレイク社のCEOゴードン・ウィックにローズを殺すよう命じ、ピーターを指名手配する。デールがローズを追い詰めるが、あわやというところで駆けつけたピーターが激しい格闘の末にデールを殺す。
デールの復讐に燃えるエレンはゴードンを脅し、ピーターの所在情報と引き換えに、マテオの殺害を引き受ける。
ダイアンの指示を受けたレッドフィールドは記者会見を開き、マディを誘拐したのはピーターであると発表する。しかしマディを人質にしたマテオは、レッドフィールドに自分が地下鉄爆破の黒幕であったことを公表するよう脅迫する。混乱する事態を収拾するためダイアンは、ピーターとローズを狙う暗殺者がマディも一緒に殺すようゴードンに命じる。
大統領はバルカン半島に民主主義をもたらすため、現在よりはマシな政治的指導者オマー・ザダーとの協力を推進するが、レッドフィールドは強く反対する。
地下鉄爆破テロの真相は、ゴードンとレッドフィールドが共謀し、ターンレイク社の利権を守るためとザダー暗殺のため、当時ザダーが滞在していた街区ごと吹き飛ばす予定だった。しかし、ピーターのために爆破は失敗し、目的隠蔽のためにダイアンを一味に取り込んだのだった。
マディを追うチェルシーとエリックは、ピーターとローズを見つけて逮捕する。しかし二人に陰謀の証拠を示されたチェルシーとエリックは、密かに二人と協力してマディを捜索する。
地下鉄爆破テロの実行犯で、マディを誘拐したマテオの正体は、彼の双子の兄弟コリンだった。本物のマテオは爆破テロ失敗の後に、コリンを口封じしようとしたターンレイクによって殺されており、コリンはマテオの免許証やIDを盗んで彼に成りすましていたのだった。
4人はマディの監禁場所を見つけて彼女を救出するが、エレンによる狙撃でコリンとエリックが射殺される。絶体絶命のところでローズが狙撃場所の塔からエレンを突き落とす。エレンは死に、マディとチェルシーは保護され、ピーターとローズは現場から逃げる。ピーターとローズはピーターの名付け親である記者ジム・ウィルソンに陰謀の証拠を渡す。
ゴードンとレッドフォードは、ダイアンには伏せたまま、キャンプ・デービッドで極秘会談する大統領とザダーを同時に爆殺することを画策する。ピーターとローズはダイアンに協力させ、キャンプ・デービッドに潜入する。一方、保護されたマディはチェルシーと協力し、父親である副大統領の陰謀を調査する。
レッドフィールドはマディを伴ってキャンプ・デービッドに赴き、爆発に備えてマディと二人で地下室に籠るが、マディは父のもとを去る。シークレット・サービスの一部がこの陰謀に加担しており、シークレット・サービスの長官を殺しダイアンを撃つ。
チェルシーは爆弾を発見し、スタッフを避難させる。海兵隊とシークレット・サービスに追われながらも、ピーターは第二の爆弾が仕掛けられたマリーンワンに大統領が乗ることを阻止する。大統領暗殺は阻止され、ダイアンとレッドフィールドは逮捕されるが、ゴードンは逃走する。
チェルシーは大統領の警護に昇進する。
大統領はピーターに感謝し、ピーターの父が機密情報を敵国に漏洩したと自白する映像を見せ、実は国のために二重スパイになろうとしたところを敵国に暗殺されたのだと教える。さらにピーターをナイト・エージェントに任用する。
ピーターはローズに見送られ、極秘任務のためにアメリカを出発する。

### シーズン2
ナイト・アクションの現場エージェントとなり、バンコクで任務に就いていたピーターと相棒のアリスは、CIAの機密情報を記録したUSBメモリを運ぶ男を追跡中に罠にかかり、複数の敵に囲まれ銃撃戦となる。ナイト・アクションの電話を通じてヘリコプターによる救出を要請するが、脱出ポイントで待ち伏せされ、アリスは射殺されてしまう。銃弾を受けながらも脱出したピーターは、脱出ポイントが漏洩したことから組織内の裏切り者を疑う。ピーターは周囲との連絡を絶ってニューヨークへ飛び、バンコクで追跡していた男ウォーレン・ストッカーを追う。
一方、ピーターと1年以上連絡を取っていなかったローズは、「ピーターに危険が迫っている」という匿名の警告電話を受け、ピーターの上司キャサリンと接触する。キャサリンは、ピーターが生きていることを教えるが、任務の内容や彼の所在などの機密事項を漏らすことはできないと突き放す。ローズは、自分が務める企業が開発した情報収集システム＜アドバース＞を用いて、ピーターを探す。＜アドバース＞はSNS上の膨大なデータから顔認証情報を基に人物の映り込んだ写真を自動検索し、位置情報やSNSの書き込みを収集するソフトである。
ピーターは、ウォレンの息子イーサンに接触し、彼のスマートフォンから情報を入手して、直接彼を確保しようと試みる。しかしピーターの存在を察知したウォレンが逃走。追走と銃撃戦の最中、ピーターはローズと再会する。ウォレンがイーサンを連れて逃亡しようとしていることに気づいた二人は、イーサンを連れ出したウォレンを追う。追跡の末、ピーターとローズはウォレンを確保し、ローズがイーサンをウォレンの元妻パトリシアの元へ帰す。ピーターはウォレンを尋問し、彼がCIAの機密情報を売った相手がアリスを殺した男であること、機密情報とはかつてCIAが極秘に進めていた軍事計画「フォックスグローブ」とそれに関わる実験兵器についてであったことを聞き出す。さらに掘り下げようとした瞬間、ウォレンが狙撃され、殺される。その直後、ウォレンのスマートフォンに着信が入る。電話の相手はピーターにウォレンから聞き出した情報を渡すよう要求し、ローズに危害を加えると脅す。ローズは襲撃を受けるがキャサリンの援護をうけ、危機を免れた。
一方、ピーターは、ナイト・アクション内に裏切り者がいると確信し、キャサリンと対峙する。キャサリンからウォレンの持っていた情報について尋ねられるが、キャサリンをまだ信用できないピーターは何も答えなかった。キャサリンは、ピーターにアーサー（＝アリスを殺した男）の身元を突き止めるよう命じる。アーサーの顔を見たのはピーターだけだったからだ。これが最後のチャンスだと告げ、失敗すればピーターをナイト・エージェントから外すと警告する。
ローズは、自分が再び危険に晒されていることを悟り、ピーターと行動を共にすることを決める。＜アドバース＞を使って「アリスを殺した男」を追跡した結果、彼は元海兵隊員のソロモン・ヴェガだと判明する。ローズとピーターは、ソロモンの姉セレステから情報を得ようと、彼女の家を訪ねる。セレステからソロモンは自殺したと聞かされるが、彼女の豊かな暮らしぶりから自殺は偽装ではないかと考える。さらに、ソロモンがセレステに残した多額の資金の流れを追跡することで、ソロモンと彼のボスにたどり着ける可能性があると考える。しかし、＜アドバース＞の私的な改造と不正利用が発覚し、ローズはシステムへのアクセス権を剥奪されてしまう。
ニューヨークのイラン大使館で働くノール・タヘリは、アメリカへの亡命希望者だった。しかしノールの亡命が明らかになれば、母親と弟は母国から報復を受ける。そこで彼女はCIAにイランの機密情報を売ることで、母と弟をアメリカに亡命させようとしていた。ノールはイラン国連大使アッバス・マンスリを尾行し、ソロモン・ヴェガが大使にブリーフケースを渡している写真を撮影、CIA捜査官に渡す。しかし、大した情報では無いとされ、せめてブリーフケースの中身を調べてこい、と突き放される。キャサリンは、ノールの撮影した写真にアッバス大使とソロモンの密会が写っていた事をピーターとローズに共有する。ノールの写真とバンコクの事件を結び付けたキャサリンは、ピーターとノール、ローズの会合を手配する。最終的に3人は、大使公邸のパーティーに潜入し、大使の私室にあるブリーフケースから中身の情報を入手することにする。
ローズはスイス大使館員のエミル・ギガー（ナイト・アクションの協力者）の同伴者として、またピーターはウェイターに変装してパーティに潜入する。ピーターは監視カメラのリレーを切り、15分の空白を作る。ローズは、ノールの協力で、大使の上着からカードキーを盗み出す。しかし、キーを受け取って大使の私室に潜入する予定だったピーターが警備主任のジャヴァードの目に留まり、別室に連行されてしまう。ローズは監視カメラが復旧するまでのわずかな時間内に、ブリーフケースを発見し、ノールのスマートフォンで中身の書類を撮影することに成功する。しかし、部屋を出た直後、ノールの同僚ハーレと出くわしてしまう。招待客は持ち込み禁止であるはずのスマートフォンを手に持っていたことを問われ、咄嗟にトイレの忘れ物だとの嘘をつくが、その会話の様子が監視カメラに捉えられてしまう。一方、大使公邸の地下に連行されたピーターは警備員を殴り倒し、なんとか脱出する。
キャサリンは、郵便小包でアリスの遺灰を受け取る。アリスの家族は、アリスをもっと身近に感じられる人に遺灰を託したいと考えていた。キャサリンは、アリスの死がCIAの情報漏洩と深く関わっていると確信し、CIA長官ゲドニーにアリスの遺灰を突きつけ、「フォックスグローブ」計画について問いただす。ゲドニーによれば「フォックスグローブ」計画は、CIAと陸軍が協力し、新た化学兵器とその解毒剤を同時に開発・製造しようと試みた計画だったが、既に中止されていた。しかし、数日前に計画に使われていた移動式実験室が襲撃され、運搬していた海兵隊員が殺害されていた。ピーターとキャサリンはマンハッタンを見渡す桟橋からアリスの遺灰を散骨し、彼女の思い出を語り合い、涙する。
その後、ピーター、ローズ、キャサリンの3名は、ノールからブリーフケースの中身の写真を受け取ろうとするが、ノールは家族の亡命と安全が保証されるまで写真を渡すことを拒否する。ローズの、ノールを脅迫するのではなく彼女に寄り添うべきだという意見を聞き入れたピーターは、信頼できるナイト・エージェントのサミ・サイディに、ノールの家族をイランから亡命させる任務を依頼する。
その頃、イラン国連大使館の警備主任ジャヴァードは、大使館内の内通者を捜査していた。彼は大使公邸のパーティ招待客リストを最後に承認したハーレを疑っていた。ハーレは、立ち入り禁止区域だった大使の私室前でローズへ声を掛け、落とし物としてノールのスマートフォンを受け取っており、その映像が監視カメラにも映っていた。スマートフォンの持ち主を聞かれ、始めはノールを庇うが、ノールのものであると告白する。
イランでノールの実家に到着したサミは、ノールの家族を脱出させようとするが、弟のファルハードが激しく抵抗する。混乱の中、ファルハードは警察の銃を奪い、サミに発砲。サミは正当防衛でファルハードを射殺してしまう。サミから電話報告を受けるピーターだが、ノールから写真データを入手するため、家族全員無事であると嘘をついた。しかし、ローズはノールに真実を告げるべきだと主張する。一方、ノールはローズの様子を不審に思い、ローズと二人きりで話をしたいと申し出る。ローズは、全員無事ではなく、弟が腕を骨折した、と嘘をついてノールを安心させる。罪悪感を抱きながらも、ローズはノールから機密情報の写真データを入手する。しかし大使館ではアッバスとジャヴァードが、ノールに弟の遺体が見つかったと告げた。アッバスとジャヴァードは、ブリーフケースがパーティーの日に荒らされたことに気づき、パーティ当日の監視カメラ映像でピーターとローズの姿を見せてソロモンを問い詰めるが、ソロモンは彼らを知らないと一蹴する。
ノールから入手した写真に写っていたのは、「フォックスグローブ」計画とは関係のない、「フランス在住の反イラン派のリスト」だった。手がかりを失ったピーターは、文書に使われた用紙に隠し印刷されているプリンタ識別番号から、印刷された場所と時間を特定する。リストを印刷したのはフランスの対外治安維持局(DGSE)の捜査官、ジャグリーヌ・ロランだった。ロランは、DGSEの機密情報を定期的にソロモンに売っていた。キャサリンは、ロランの紹介という形でソロモンとの接触を試みる。しかし、ソロモンは、ロランが紹介する人物がイラン国連大使邸での情報漏洩事件に関わっていることを察知し、逆にキャサリンからナイト・アクションに関する情報を聞き出すつもりでいた。極秘会合の最中、ソロモンはロランを射殺し、キャサリンを尋問しようとする。バックアップについていたピーターとローズは、ソロモンの部下をかわし、ソロモンを拘束することに成功する。
弟ファルハードの死を知ったノールは深く悲しみ、ピーターとローズになぜこのような事態になったのかと問いただす。ノールの跡をつけたジャヴァードは、この三人の会合を目撃し、大使館に戻ったノールを厳しく尋問する。ノールは、家族をアメリカに亡命させるために、自らイランの機密情報を漏らしたことを告白し、ピーターを引き渡すことを条件に、自身の身と家族の安全を保障してほしいと懇願する。
移動式実験室と化学物資を強奪し、「フォックスグローブ」計画を実行しようしているのは実業家のトーマス・バルだった。裏で図面を引いたのは、トーマスの父で、独裁者だったが化学兵器使用で有罪となり、戦犯として現在もハーグで収監中のヴィクトル・バルであった。彼は、アメリカ国内で大規模な化学兵器テロを起こすことで社会に混乱を引き起こし、新たな秩序を築くことを目論んでいた。
ピーターは、拘束したソロモンから「フォックスグローブ」計画の鍵となる物質がシアン化合物であることを聞きだす。計画が意図していた化学兵器にはリストにある9種類の化学物質のうち、シアン化合物以外に必要なものがあるはずだと、ピーターたちは推測する。ローズは、リストにある化学者の一覧から、かつて「フォックスグローブ」計画に関わったコロンビア大学の化学教授、ウィルフレッド・コール博士を訪ねる。コール博士は、計画が中止された段階では、化学兵器は作れたが解毒剤が完成していないものがあったと話す。また、過去にヴィクトル・バラが自国民に対して化学兵器を使った事、その化学兵器はアメリカがヴィクトルに提供した可能性があることを指摘する。その矢先、別の化学物質オキサミルが盗まれたという連絡が入る。コール博士は、シアン化合物とオキサミルから、彼らが作ろうとしているのが強力なびらん剤「KX」で、次の標的がヒドラジンBHであると予測する。しかし、時すでに遅く、ヒドラジンBHも盗まれてしまっていた。KXは解毒剤が作れなかった化学兵器のひとつであった。トーマスと、彼のいとこマーカスは、実際に化学物質を合成できる科学者として、コール博士を誘拐する。そして、負傷したコール博士とともに、ローズも連れ去られてしまう。
拉致されたコール博士とローズは、少量のKXをテスト合成して時間を稼ぎ、その間に脱出を試みようとするが、彼らの計画はマーカスに見破られてしまう。ローズの荷物から「フォックスグローブ」計画に関する機密文書を発見したトーマスは、ローズが単なる大学助手ではないことに気づき、マーカスに気づかれないようKXの合成を遅らせることを提案する。だがテロ決行を急ぐマーカスは、KXを少量ずつしか合成できない現状に苛立ちを募らせる。時間稼ぎがトーマスの指示だったことを知ったマーカスは怒りを爆発させ、テスト品のKXを使ってトーマスを処刑する。
ローズが拉致されたことを知ったピーターは、ソロモンを監禁室から連れ出し、ソロモンのボスであるジェイコブとの面談を取り持たせる。ジェイコブは、ピーターに「国連事務総長が持つある事件記録」と引き換えに、ローズの居場所と移動式実験室の場所を教えるという取引を持ちかける。ローズを助け、テロを防ぐことを改めて決意したピーターは、国連ビルに潜入するため、ノールに助けを求める。ノールはニューヨークにいる母親と電話で話して安堵し、顔写真入りの来客用入館証を作成すれば国連ビルに潜入できるとアドバイスし、大使館でピーターの来客用入館証を作成する。大使館から出ようとしたところでアッバス大使に発見されたノールは執務室に連れていかれる。そこで大使のデスクに置いてあった「フランス在住の反イラン派のリスト」を見たノールは、アッバスの娘がリストに載っており、自由を求めてイランを出た彼女を助けるべきだと主張する。このリストはノールに盗まれ国連にリークされたものだ、という事にすれば、彼女は国連に保護されイランからの粛清を免れられるとアッバスを説得し、見逃してもらう。ノールは、ピーターと共に国連ビルに入り、国連職員のフランス人アメリに「フランス在住の反イラン派のリスト」を渡し、対象者を保護するように伝える。国連から出たノールは、サミに保護され、母親と再会する。アッバス大使は、ジャヴァ―ドが重要機密の保管場所を変えた途端に彼と親しかったノールが機密情報を持ちだした、としてジャヴァ―ドに機密漏洩の責任をなすり付け、拘束させる。
コール博士とローズは、ボンベ15本で1セットのKXを完成させる。次のロットの合成を命じられたローズたちは、殺傷効果の無い化学物質を作ってごまかそうとするが、KXの特徴である紫色が発色していない事で偽物だと見抜かれてしまう。マーカスは警告として、コール博士の妻をナイフで刺し、KXの合成を続けるように命令し、自分たちはKXを持って行動に移る。敵の人数が減ったこともあり、コール博士とローズは実験室にあった化学物質から失神性のガスを合成して見張りを気絶させ、施設からの脱出を試みる。
その頃、ノールの協力で国連ビルに潜入したピーターは標的の事件記録を手に入れ、ジェイコブからローズたちの監禁場所を教えられる。ビルから出てきたピーターは、キャサリンに見つかり追跡されるが、ソロモンがキャサリンを拘束する。激しい争いの末、キャサリンはソロモンを殺害する。
国連から事件記録のハードディスクを盗み出した手腕をジェイコブに買われたピーターは、ナイト・アクションの内通者として彼の下で働くことを提案される。
事件記録は、独裁者ヴィクトル・バラについてのものだった。ヴィクトルは、かつて自国民にKXを使用した罪でハーグに収監されているが、化学兵器KXはアメリカから購入したものだと主張していた。しかし、その主張を裏付ける証拠はなく、真相は闇に葬られていた。ジェイコブはこの事件記録から、ヴィクトルの主張が真実かどうか、また事件をもみ消したのは誰かを特定しようとしていた。
ピーターはキャサリンにローズの監禁場所とKXの製造場所を連絡し、ローズたちは駆け付けたピーター、キャサリンとFBIに保護される。ローズはピーターに、テロ攻撃の首謀者と思われていたトーマスがKXのサンプルで処刑されたこと、そしてマーカスが15本のKXを持って国連ビルへ向かったことを伝える。
空調管理業者と名乗る5人組が国連ビルに入ったことが判明し、NYPDやFBIが総動員され、テロ防止に全力が注がれる。ピーターとキャサリンは突入班として、ローズはモニターで犯人の顔の特定を手伝う事になる。マーカス以外の4人が射殺され、14個のKXボンベは回収されるが、残りの1本を持ってマーカスが逃走。トーマスの恋人スローンの滞在するホテルに現れ、逃走用の飛行機を用意をするように脅す。ローズは、＜アドヴァース＞を用いてスローンにたどり着き、ピーターと共にホテルに向かう。ホテルの空調システムにKXを設置したマーカスは、スローンを盾に強行突破を試みるが、射殺される。KX散布までのタイムリミットが迫る中、ピーター達は、空調システムのセンサーに火災が起きたと誤認させれば通気口が閉じると考え、通気口内部で可燃物を発火させる。これが功を奏し、全フロアの通気口が封鎖され、KXの封じ込めに成功した。
ピーターは、自分と関わっていたら常に危険が付きまとうことを理由にローズに別れを切り出し、彼女も別れを受け入れる。そして、自らキャサリンに捕まり、事情聴取を受ける。
ジェイコブは、大統領選挙を控えるヘイガン州知事と密会しており、彼の政治的な武器となる情報を渡していた。ピーターが国連から盗んだ事件記録は、大統領候補ノックスを失脚させるネタであった。ノックスは、CIA長官時代に「フォックスグローブ」計画を指揮しており、ヴィクトルにKXが売られたのもノックスの許可があった。またノックスがKXの取引許可を揉み消したという証拠だった。この不祥事が取り沙汰されたノックスは、選挙直前で大統領選挙から撤退。ヘイガンの次期大統領当選が確実となる。
FBIに軟禁され事情聴取が続けられているピーターをキャサリンが連れ出す。ピーターが外部の情報を遮断されている間に起こった政治的変動を説明し、ジェイコブにピーターをナイト・アクションの内通者と利用できると思い込ませ、ヘイガンがジェイコブを操っているのか、あるいはジェイコブがヘイガンから得た機密を売買するのが目的なのか、ジェイコブとヘイガンの癒着を暴く任務を提案する。
ピーターは、父と同じ二重スパイとなるべく解放される。

## エピソード

### シーズン1
| 通算 話数 | タイトル                            | 監督               | 脚本                              | 公開日        |
| --------- | ----------------------------------- | ------------------ | --------------------------------- | ------------- |
| 1         | "運命の電話" "The Call"             | Seth Gordon        | ショーン・ライアン                | 2023年3月23日 |
| 2         | "リダイアル" "Redial"               | Seth Gordon        | ショーン・ライアン                | 2023年3月23日 |
| 3         | "飼育員" "The Zookeeper"            | ガイ・ファーランド | Munis Rashid & ショーン・ライアン | 2023年3月23日 |
| 4         | "極秘情報" "Eyes Only"              | Ramaa Mosley       | Seth Fisher                       | 2023年3月23日 |
| 5         | "操り人形" "The Marionette"         | ガイ・ファーランド | Corey Deshon                      | 2023年3月23日 |
| 6         | "深度" "Fathoms"                    | Ramaa Mosley       | Imogen Browder                    | 2023年3月23日 |
| 7         | "それぞれの復讐" "Best Served Cold" | アダム・アーキン   | Tiffany Shaw Ho                   | 2023年3月23日 |
| 8         | "守りたいもの" "Redux"              | アダム・アーキン   | Rachel Wolf                       | 2023年3月23日 |
| 9         | "苦肉の策" "The Devil We Know"      | Millicent Shelton  | Munis Rashid                      | 2023年3月23日 |
| 10        | "父親" "Fathers"                    | Millicent Shelton  | Seth Fisher                       | 2023年3月23日 |

### シーズン2
| 通算 話数 | タイトル                             | 監督               | 脚本                             | 公開日        |
| --------- | ------------------------------------ | ------------------ | -------------------------------- | ------------- |
| 1         | "電話の足取り" "Call Tracking"       | ガイ・ファーランド | ショーン・ライアン               | 2025年1月23日 |
| 2         | "断線" "Disconnected"                | ガイ・ファーランド | Tiffany Shaw Ho & Corey Deshon   | 2025年1月23日 |
| 3         | "官有物" "Government Property"       | アダム・アーキン   | Imogen Browder                   | 2025年1月23日 |
| 4         | "苦渋の選択" "Desperate Measures"    | アダム・アーキン   | Anayat Fakhraie                  | 2025年1月23日 |
| 5         | "家族の事情" "A Family Matter"       | Ana Lily Amirpour  | Munis Rashid                     | 2025年1月23日 |
| 6         | "良きエージェント" "A Good Agent"    | Ana Lily Amirpour  | Lukas Johnson                    | 2025年1月23日 |
| 7         | "感情任せ" "Tilt"                    | Nina Lopez Corrado | Tiffany Shaw Ho                  | 2025年1月23日 |
| 8         | "分岐" "Divergence"                  | Nina Lopez Corrado | Corey Deshon                     | 2025年1月23日 |
| 9         | "それぞれの利益" "Cultural Exchange" | Millicent Shelton  | Anayat Fakhraie & Imogen Browder | 2025年1月23日 |
| 10        | "苦い後味" "Buyer's Remorse"         | Millicent Shelton  | Munis Rashid                     | 2025年1月23日 |